# سدي
تقع سدي بولاية إزكي بالمنطقة الداخلية في سلطنة عمان، يحدها من الشرق قرية مغيوث ومن الغرب قرية الغليل ومن الشمال قرية قاروت الجنوبية ومن الجنوب حارة الرحى ووادي حلفين، حيث تعتبر سدي مركز الولاية ، تشتهر سدي بوجود فلج القسوات الذي يتميز بمائه العذب، حيث أن هذا الفلج يسقي سدي وحارة الرحى ، كما أنها تشتهر بشجرة الزامّة التي يبلغ عمرها إلى ما يقارب الثمانمائة سنة، وتقع هذه الشجر في وسط القرية.
تشتهر قرية سدي بالزراعة كزراعة النخيل ،الأعلاف ،البرسيم وأنواع من البقوليات الأخرى.